# Rhizocaulia westlandica
Rhizocaulia westlandica là một loài rêu trong họ Balantiopsaceae. Loài này được E.A. Hodgs. mô tả khoa học đầu tiên năm 1965.
Danh pháp loài này chưa ổn định 